# USS Barnett (APA-5)
USS Barnett (APA-5) – amerykański transportowiec desantowy typu McCawley, który wziął udział w działaniach II wojny światowej. Odznaczony siedmioma battle star.  
Statek zbudowano w 1928 roku w stoczni Furness Ship Building Co. w Haverton Hill-on-Tees w Anglii jako parowiec pasażerski SS „Santa Maria”. Został zwodowany w 1928 roku. Został dostarczony do Grace Steamship Co. (Grace Lines).
US Navy nabyła jednostkę w sierpniu 1940 roku. Statek został przystosowany do nowych zadań w Todd-Shipyards Corp. w Hoboken. Po przebudowie został wcielony do służby 25 września 1940 roku w New York Navy Yard jako okręt transportowy USS „Barnett” (AP-11). 
W czasie II wojny światowej był przydzielony zarówno na europejski teatr wojenny jak i na Pacyfik. Uczestniczył w desantach na Tulagi, Guadalcanal i Okinawę oraz w desantach na Sycylię, Salerno, Normandię i południową Francję. Po wojnie brał udział w operacji Magic Carpet.
Wycofany ze służby 30 kwietnia 1946 roku w Boston Navy Yard. Skreślony z listy jednostek floty 21 maja 1946 roku. Przekazany 3 lipca 1946 roku War Shipping Administration. Sprzedany Achille Lauro Ltd. 13 kwietnia 1948 roku i przystosowany do celów cywilnych. Zezłomowany we Włoszech w 1966 roku.